# Aleiodes terminalis
Aleiodes terminalis – gatunek błonkówki z rodziny męczelkowatych.

## Zasięg występowania
Kanada, USA i Meksyk. Jest to prawdopodobnie najpospolitszy gatunek ze swego rodzaju we wsch. części Ameryki Północnej.

## Budowa ciała
Osiąga 5-8 mm długości. Przyoczka małe, odległość między okiem a przyoczkiem bocznym mniej więcej równa jego szerokości. Pazurki stóp nie są piłkowane.
Ubarwienie ciała dwukolorowe, pomarańczowo-czarne. Głowa czułki i mezosoma są czarne.  Przednie tergity metasomy są jaskrawo pomarańczowe, zaś dwa ostatnie czarne. Dwie przednie pary odnóży oraz bazalna część tylnych pomarańczowe. Tylne golenie czarne, z charakterystycznym, jasnym, białożółtym paskiem od strony bazalnej, na jednej trzeciej ich długości. Tylne stopy czarne.

## Biologia i ekologia
Aleiodes terminalis  jest parazytoidem gąsienic ciem z rodziny sówkowatych. Jako żywicieli notowano piętnówkę wędrowniczkę, Nephelodes minians, Spodoptera frugiperda, Spodoptera ornithogalli i Xestia smithii. Rocznie występuje wiele generacji (np. w stanie Maryland od 4 do 6).